# Robert Baker
Robert Baker, född 15 oktober 1979 i Memphis, Tennessee, är en amerikansk skådespelare. Baker är känd för sina roller i Valentine och Grey's Anatomy. Han gjorde rösten till Cobra Commander i filmen G.I. Joe: Retaliation (2013). Han medverkade även i filmen The Lone Ranger (2013).